# Трушкі-Куче
Трушкі-Куче (пол. Truszki-Kucze) — село в Польщі, у гміні Кольно Кольненського повіту Підляського воєводства.
У 1975-1998 роках село належало до Ломжинського воєводства.